# Малі Мазари
Малі Маза́ри (рос. Малые Мазары, марій. Изи Мозар) — присілок у складі Медведевського району Марій Ел, Росія. Входить до складу Нурминського сільського поселення.

## Населення
Населення — 97 осіб (2010; 89 у 2002).
Національний склад (станом на 2002 рік):
- лучні марійці — 96 %